# Sonny Walters
William Edward „Sonny“ Walters (* 5. September 1924 in Edmonton, London; † 25. November 1970 in Enfield, London) war ein englischer Fußballspieler. Er war etatmäßiger Rechtsaußen in der Mannschaft von Tottenham Hotspur, die unter Trainer Arthur Rowe in der Saison 1950/51 die englische Meisterschaft gewann, und mit 15 Treffer Toptorjäger des Klubs in diesem Jahr.

## Sportlicher Werdegang
Walters war eines von vielen „Eigengewächsen“ von Tottenham Hotspur, die vor der Profikarriere bei den Tottenham Juniors ausgebildet wurden. Sein „Entdecker“ war Ex-Spieler Billy Sage, der nach dem Ersten Weltkrieg für den Verein gespielt hatte und in der Nähe der Familie Walters lebte. Nach Erfahrungen bei den Amateurklubs Walthamstow Avenue und FC Finchley unterschrieb der junge Rechtsaußen noch vor Ende des Zweiten Weltkriegs im Sommer 1944 den ersten Profivertrag. Zu diesem Zeitpunkt hatte sich Walters bereits einen Namen gemacht, als er bei seinem Debüt am Weihnachtstag 1943 in der „Kriegsspielliga“ gegen den FC Fulham ein Tor erzielt hatte und auch danach – wann immer es die Verpflichtungen als Soldat zuließen – weiterhin für die Spurs aktiv blieb; daneben gastierte er während der Kampfhandlungen für Derry City, den FC Millwall sowie für diverse Militärauswahlteams.
Als der offizielle Ligabetrieb zur Saison 1946/47 wieder aufgenommen wurden, gab Walters im Januar 1947 gegen West Bromwich Albion seinen Einstand beim damaligen Zweitligisten und war dort ebenfalls erfolgreich mit einem Tor zum 2:0-Sieg. Es fiel ihm zunächst schwer, sich einen Stammplatz auf dem rechten Flügel zu erarbeiten, bis er schließlich das Duell mit Freddie Cox gewann, der dann im September 1949 zum FC Arsenal wechselte. Zu diesem Zeitpunkt waren die Spurs unter dem damaligen Trainer Joe Hulme ein nicht übermäßig spektakulärer Zweitligist, aber als Hulme im Jahr 1949 durch Arthur Rowe ersetzt wurde, markierte dies einen Wendepunkt, von dem auch Walters profitierte. In der Saison 1949/50 stürmten die Spurs zur Zweitligameisterschaft und Walters, dessen Hauptaufgabe eigentlich darin lag, Mitspielern Vorlagen zu geben, steuerte zum Erstligaaufstieg 14 eigene Tore bei. An der Seite von Halbstürmern wie Eddie Baily und Les Bennett, dem Mittelstürmer Len Duquemin, sowie seinem Pendant auf der linken Seite Les Medley war der schussstarke Walters dann Toptorjäger des Spurs mit 15 Treffern in der Saison 1950/51, die dem Klub überraschend die englische Meisterschaft bescherte. Dabei verpasste er in diesem Jahr lediglich 2 von 42 Ligapartien. Besonders die schnellen Doppelpässe auf der rechten Seite vor und mit Bill Nicholson und Alf Ramsey, ermöglichten Walters oft, seine Schnelligkeit auszuspielen. Während seines sportlichen Zenits kam Walters im Februar 1950 auch zu seinem ersten (und einzigen) Länderspieleinsatz für die englische B-Nationalmannschaft, die gegen die niederländische A-Auswahl mit 1:0 siegte. Größeren Ambitionen in den englischen A-Mannschaft konnte er jedoch nicht nachkommen, da mit Stanley Matthews und Tom Finney namhafte Konkurrenz vorlag.
Nach dem Meisterschaftserfolg blieb Walters noch sechs Jahre bei den Spurs, bevor er sich nach insgesamt 73 Toren in 233 Pflichtspielen im Juli 1957 in Richtung des Drittligisten FC Aldershot verabschiedete. Zwei Jahre später trat er endgültig als Profifußballer zurück. Er verstarb im Alter von nur 46 Jahren in seiner Londoner Heimat.

## Titel/Auszeichnungen
- Englischer Meister: 1951
- FA Charity Shield: 1951